# Paladiusz
Paladiusz — imię męskie pochodzenia grecko-łacińskiego, od przydomka Ateny Pallada (Pallas): "ten, kto trzyma lancę". Wśród patronów tego imienia - św. Palladiusz z Auxerre, biskup (VII wiek). 
Paladiusz imieniny obchodzi 10 kwietnia.
Zobacz też: 
- Courpalay
- Saint-Palais
- Saint-Palais-du-Né